# 伊苏II 失落的伊苏古国 终章
《伊苏II 失落的伊苏古国 终章》（通称“伊苏II”）是日本Falcom于1988年在日本个人电脑PC-8801出品的动作角色扮演游戏。游戏是伊苏系列的第二作，情节紧接前作《伊苏 失落的伊苏古国 序章》，讲述主人公亚特鲁集齐六本伊苏之书后，被传送到伊苏国的故事。游戏后来移植到多个平台，并常与前作捆绑销售。

## 玩法
游戏和前作玩法类似，但加入了魔法的新设定。

## 情节
《伊蘇II》的情節緊接前作《伊蘇》。在前作《伊蘇》中，紅髮少年劍士亞特魯·克裡斯汀為消滅島國艾斯塔里亞出現的魔物，在達姆之塔擊敗頭目達爾克·法克特，集齊了封印六神官力量的六本伊蘇之書。在本作的片頭動畫中，亞特魯因為伊蘇之書的力量，傳送到浮空的伊蘇國。朗斯村的少女莉莉婭發現了受傷的亞特魯，將他帶回家養傷。傷好後，亞特魯得知莉莉亞患有重病，而唯一能治療的弗雷亞醫生在採藥時，困在了廢礦中。長老批準了亞特魯的營救行動，並告知亞特魯，將伊蘇之書放回對應神官的石像前，就能得到神官的指引。在救出弗雷亞，並按他要求找到治療莉莉婭的珍稀藥材後，弗雷亞調配出了藥水。
在將伊蘇之書送還給神官石像時，神官石像用精神力量告訴亞特魯伊蘇國的背景。在700年前，某種力量讓魔法和魔族一同誕生，古伊蘇國為了避難，藉助這種力量升上了天空；然而現在惡魔的力量與日俱增，神官和女神的力量卻已無法壓制。神官請亞特魯消滅邪惡的源頭，並說明各地的女神像會給他指引。同時亞特魯得知，六神官各流傳了一種魔法，只有將他們都學會，才能到達魔族據點。
在穿過冰山和熔岩，以及魔族的阻攔，到達魔族據點後，亞特魯得知魔族正為祭奠抓捕村民，逃脫的村民則被魔族石化。亞特魯得知，儀式其實是魔族鏟除神官子孫的手段。在女神石像的指引下，亞特魯藉助讓魔族狂暴的黑珍珠，解開了石化的詛咒。同時，伊蘇國正在降落到魔界的源頭，即地下的伊蘇中樞。在伊蘇國和地下居民——前作中引導亞特魯消滅達爾克的兩位神官後裔——的幫助下，亞特魯得到擊敗魔族所需的庫雷利亞武器，並解除了兩位女神的詛咒。
兩位女神是前作中亞特魯幫助過的少女蕾雅與菲娜。女神說，她們過去封印魔族時，也一並將和魔法關系緊密的金屬庫雷利亞封印到地下。幾百年後，庫雷利亞被人重新挖掘並命名為銀，再加上達爾克・法克特解除了魔的封印，致使魔族大量出現。女神拜托亞特魯將魔的本體——巨大的黑珍珠——消滅。在打敗企圖支配伊蘇的魔王達姆後，世界恢復了和平。在結局中，幾位村民說出了自己的神官子孫身份，稱他們一開始就受到女神指引，所以一直幫助著亞特魯；而兩位女神化身雕像，繼續守護著世界。

## 登場人物
- 亞特鲁·克里斯汀（Adol Christin）

紅髮少年，伊蘇本篇系列的主角。
本作被6冊伊蘇之書傳送後來到了浮在天空之中的古代王國伊蘇。
為了尋找替莉莉亞治病的方法與解開6冊伊蘇之書之謎，開始了於伊蘇王國中的冒險。
- 多奇（Dogi）

亞特魯最好的朋友，地面上艾斯塔利亞的人們，菲爾佳娜出身。
身形高壯，留藍色的短髮。雖然外表粗曠，但為人善良，有著時常替人著想的一面。
曾是盜賊組織「古邦的羅賓漢」的一員。擁有巨大的怪力，人稱「破牆多奇」
- 古邦·托霸

伊蘇托霸神官後裔，地面上艾斯塔利亞的人們，當伊蘇降落地面時到薩爾門神殿，為BOSS戰帶來銀之口琴。
- 盧達·潔瑪

伊蘇潔瑪神官後裔，地面上艾斯塔利亞的人們，當伊蘇降落地面時到薩爾門神殿，為BOSS戰帶來庫雷利亞盾。
- 菲娜（Feena）

故事一開始便失去記憶的藍髮少女。
之後在蕾雅的銀口琴幫助下，喚醒了記憶。
實際上是伊蘇雙子女神之一，蕾雅的妹妹，800歲的有翼人女神。
- 蕾雅（Reah）

吹奏著銀色口琴的女性吟遊詩人。
實際上是伊蘇雙子女神之一，菲娜的姊姊，800歲的有翼人女神。
- 莉莉亞（Lilia）

蘭斯村的少女。
當亞特魯降落到伊蘇昏迷之時，莉莉亞最早發現了他，並把他帶回了蘭斯村。
與活潑的外表不同，其實生著十分嚴重的疾病。經診斷後需要名為「塞爾塞塔花（セルセタの花）」的特殊植物才能治癒。而後亞特鲁為了她前往塞爾塞塔樹海（伊蘇IV舞台）尋找此花。
- 奇斯·法克特（Keith Fukt）

法克特神官後裔。被大魔王達姆施放魔法變成魔物。
時常幫助伊蘇王國人民與亞特魯，最後亞特魯消滅魔之根源時，他也同時恢復成人形，為《伊蘇·始源》留在天空伊蘇的托爾·法克特後代。
- 瑪魯·法克特

吉斯的妹妹
悲劇的拉米亞村最初的惡魔受害者一家，哥哥變魔物自身被帶入薩爾門神殿作為惡魔祭品之後被殺害，曾經被抓時說：魔物都好可憐喔…，而亞特魯也在拉米亞村內路過她的墓碑。
- 塔魯夫·哈達爾

熔岩之村守門人魯巴的兒子。
在村外邦特佈雷斯區域被魔物抓走，和奇斯因緣巧合關在一起，後被亞特魯所救回護送回村子。為哈達爾神官後裔。
- 魯巴

熔岩之村守門人
其孩子被魔物抓走被敵人威脅時，後被亞特魯發現，而委託亞特魯救出之。
- 瑪莉亞·梅薩

拉米亞村姑，沙達之未婚妻。
和其他被惡魔抓走之人關在一起，後被抓去作為祭品，喪鐘敲完之後在薩爾門神殿被奇斯給予的守護手環所救。梅薩神官後裔。
- 哥特·達比

拉米亞村守門人，是帶亞特魯接受委託找尋哈達特兒子沙達的人。達比神官後裔。
- 沙達

哥特的至友，瑪莉亞的未婚夫，家中代代保管庫雷利亞裝備中的兩樣。
因惡魔狩獵人類抓走他的未婚妻之後，他帶著家傳神劍去救人，被惡魔石化後被亞特魯解除，當時以為未婚妻已死，故把家中的兩樣家傳裝備讓渡給亞特魯。
- 達雷斯（Duless）

出現在《伊蘇II》和《伊蘇·始源》中的反派人物兼倒數第二個BOSS，擁有十分強大的魔力。他實際上是被達姆利用的工具。
- 達姆（Dahm）

為原六神官之首凱因·法克特，《伊蘇II》和《伊蘇·始源》的最大反派人物，其空出來之神官之位被長子托爾所繼任。
被黑真珠的巨大力量所誘惑，與之同化，為故事一切的元兇，最後被亞特魯徹底消滅。

## 版本
《伊苏II》于1988年4月22日在个人电脑PC8801mkIISR发行，同年在PC-9801、X1-turbo、FM-77AV、MSX2等个人电脑上。1989年，Vector发行红白机版游戏。同年，Hudson Soft发行PC Engine版游戏，这也是游戏唯一在西方发行的版本。1998年，Vector在世嘉土星上发行PC Engine的移植版。2000年，收录游戏的Windows合辑《Falcom Classics》发行；2001年，收录游戏和前作的Windows游戏《伊苏I·II完全版》发行。2003年，DigiCube推出《伊苏I·II完全版》的PlayStation 2移植版《永远的伊苏I·II》。2008年任天堂DS版《伊苏II DS》发行，原碰撞攻击改为手动挥剑操控。2009年，《伊苏I·II完全版》的PlayStation Portable移植版《伊苏I·II编年史》发行；同年该游戏移植于Windows，两年后PlayStation Portable版廉价再版，2013年Windows版又再度再版。